# Z

手寫體

Z, z是拉丁字母中的第26個字母，也是最後一個字母。它被用於現代英文字母、西歐其他語言的字母，以及全球其他語言中。在英語中，Z通常被稱為zed（/ˈzɛd/），這在英式英語中最常使用；而在北美英語中則更常稱為zee（/ˈziː/）。此外，還有一種偶爾出現的古老變體名稱izzard（/ˈɪzərd/）。

## 字符编码
| 字符编码 | ASCII | Unicode | EBCDIC | 摩斯电码 |
| -------- | ----- | ------- | ------ | -------- |
| 大写Z    | 90    | 005A    | 233    | --··     |
| 小写z    | 122   | 007A    | 169    | --··     |

## 其他表示方法
| 北约音标字母 | 摩尔斯电码 |
| Zulu         | ––··       |

|            |      |              |              | ⠵    |
| 國際信號旗 | 旗語 | 美国手语字母 | 英国手语字母 | 盲文 |